# P702iD
FOMA P702iD（フォーマ ピーななまるにアイディー）は、パナソニック モバイルコミュニケーションズによって開発された、NTTドコモの第三世代携帯電話 （FOMA）端末製品である。

## 概要
2005年に発売されたP701iDの後継モデルに相当する。スクエアタイプとラウンドタイプが存在するが、スクエアタイプはホワイトとブラック、ラウンドタイプはシルバーとコーラルといったように、形状によってカラーが決まっている。
「iD」の端末であり、デザイナーズケータイである。本機は佐藤卓のデザインによるものである。
背面液晶は、STN液晶から有機ELに変更されており、P701iDの時のように背面ディスプレイ部の出っ張りが無くなり、文字もくっきり表示されるようになった。
また、文字入力はP902iS相当の物が搭載されている。
着信時のライトは、一見カメラレンズの脇にある場所で光るように思われるが、これはカメラ撮影時の補助光を発する場所である。着信時には、カメラ部周辺の黒い部分と、（右写真で）右端との間にある、一見何もないように見える部分が光る。この部分に円形の光を発する（端末の設定で光らせないようにすることも可能）。パターンによっては、淡く点いたり消えたり、キャンドルのようにゆらぐように点いたりもする（下記「ヒカリドロップス」も参照）。
音楽はSD-Audio(AAC/AAC+SBR)のほか、70xiシリーズとしては初めて着うたフルにも対応した。また、プッシュトークにも対応している。
この端末のボタンは黄緑色に光る。
受信メールは1000件、送信メールは400件保存できる。
プリインストールされているiアプリは、Gガイド番組表リモコン・ケータイコーディネーター（着信画像などをセットでダウンロードできる）・カウントダウンTRAIN-P（鉄道の時刻表を取得して発車時刻までカウントダウンを行う）、リバーシ（オセロ。初級・中級・上級を選択できる）の4種類である。

## 主な特長
- Feel＊Talk（フィールトーク）　通話終了後に独特のキャラクター（棒人間に近い）が様々な動作をする動画が残り、会話の雰囲気を再現する機能。通話履歴からも呼び出し・再生ができる。ただし、テレビ電話・プッシュトークではFeel＊Talkは現れない。また、端末操作によってFeel＊Talkのオン・オフを設定することができる。
- ヒカリドロップス　着信時などに豊かな色彩表現で光る。様々な発光パターンがある。

## 歴史
- 2006年6月2日：電気通信端末機器審査協会（JATE）通過
- 2006年6月12日：技術基準適合証明（TELEC）通過
- 2006年7月4日:D702iF、N702iS、P702iD、SH702iS、M702iG と共に開発を発表。
- 2006年8月31日：発売

## 不具合
2007年4月末日現在、特に大きな不具合は発見されていない。